# Kandinsky (cràter)
Kandinsky és un cràter d'impacte en el planeta Mercuri de 60 km de diàmetre. Porta el nom del pintor rus Wassily Kandinsky (1866-1944), i el seu nom va ser aprovat per la Unió Astronòmica Internacional el 2012.